# MV Suilven
El MV Suilven fue un transbordador de vehículos construido en 1974 y operado durante 21 años por Caledonian MacBrayne en la ruta de Ullapool a Stornoway. Posteriormente operó en Nueva Zelanda y más tarde en Fiji. Se hundió en el año 2015.

## Hundimiento
El 24 de noviembre de 2015, el Suilven naufragó en el puerto de Suva. No había pasajeros a bordo, ya que el barco solo transportaba carga en el momento del accidente. La tripulación fue rescatada y nadie resultó herido.